# Cephalophus harveyi
Cephalophus harveyi або Дуїкер Харві — вид парнокопитних ссавців родини Бикові (Bovidae). Дуїкер Харві мешкає в Танзанії, Кенії, на півдні Сомалі, та, можливо, центральній Ефіопії. Дорослі дуїкери цього виду в середньому мають висоту в плечах 40 см і вагу 15 кг. Живуть в гірських та низинних лісах, де харчуються листям, пагонами, фруктами. Може вживати комах, пташині яйця, падло. Станом на 2008 рік цей вид визначений як такий, що є в найменшому ризику.